# Vittorio Rizzi (politico)
Vittorio Rizzi (Campobasso, 14 febbraio 1937 – 22 marzo 2022) è stato un politico italiano.

## Biografia
Nato a Campobasso nel 1937, ha conseguito la laurea in giurisprudenza ed esercita la professione di avvocato dal 1963, anno della sua iscrizione all'albo. Attivo politicamente nella Democrazia Cristiana, è stato sindaco di Campobasso dal luglio 1990 al settembre 1992.